# Kobelco Kobe Steelers
Pour les articles homonymes, voir Steelers.
Maillots
Actualités
Dernière mise à jour : 12 decembre 2024.
Kobelco Kobe Steelers est un club japonais de rugby à XV détenu par Kobe Steel, Ltd., et résidant à Kōbe. Fondé en 1928, il dispute la League One et joue ses matchs à domicile au stade du Mémorial de l'Universiade.

## Histoire
Les Kobe Steel Kobelco Steelers sont le premier club champion de la Top League quand celle-ci débute, lors de la saison 2003-2004. Ils sont alors entraînés par Terunori Masuho, un joueur de l'université de Waseda et du club des Steelers.
En 2022, à la suite des changements opérés dans le championnat du Japon, l'équipe est renommée Kobelco Kobe Steelers. L'équipe évoluera au stade du Mémorial de l'Universiade.

## Palmarès
- Vainqueur de la Top League en 2004 et 2018

## Effectif 2024-2025
| Piliers - Koo Ji-won - Kauvaka Kaivelata - Sho Maeda - Hikaru Moriwaki - Isileli Nakajima - Haruto Takahaski - Shigure Takao - Takayuki Watanabe - Hiroshi Yamashita - Koki Yamamoto Talonneurs - Takuya Kitade - Kenta Matsuoka - George Turner - Hiroaki Ushihara Deuxième lignes - Gerard Cowley-Tuioti - Takara Imamura - Naohiro Kotaki - Waisake Raratubua - Brodie Retallick (c) | Troisième lignes - Tiennan Costley - Sosefo Fakatava - Hayato Fukunishi - Hikaru Hashimoto - Go Maeda - Willie Potgieter - Amanaki Saumaki Demis de mêlée - Atsushi Hiwasa - Daiki Nakajima - Kentaro Obata - Kenta Tokuda Demis d'ouverture - Bryn Gatland - Taihei Kusaka - Lee Seung-sin | Centres - Junta Hamano - Shintaro Hayashi - Tali Ioasa - Timothy Lafaele - Ngani Laumape - Michael Little - Quinton Mahina Ailiers - Inoke Burua - Talilotu Fakatulolo - Ryota Funabiki - Ataata Moeakiola - Soma Sugimoto - Rakuhei Yamashita Arrières - Shinsuke Iseki - Daisuke Ito - Kanta Matsunaga - Ryohei Yamanaka |
| | | |
| (c) Denotes team captain, Bold denotes player is internationally capped | | |

## Personnalités du club
- Pierre Hola
- Takeomi Ito
- Royce Willis
- Josh Blackie
- Thinus Delport
- Yuji Matsubara (capitaine)
- Yukio Motoki
- Daisuke Ohata
- Mark Robinson
- Yuya Saito
- Adam Ashley-Cooper
- Dan Carter
- Brodie Retallick
- Andrew Miller
- Ron Cribb
- George Stowers
- Toshiyuki Hayashi